# American Board of Colon and Rectal Surgery
American Board of Colon and Rectal Surgery (ABCRS) este membră a American Board of Medical Specialities care eliberează certificate pentru practicieni de Chirurgie colorectală.
Consiliul a fost înființat în 1934 ca Consiliul American de Proctologie.